# Al-Taybah al-Gharbiyah
Al-Taybah al-Gharbiyah (tiếng Ả Rập: الطيبة الغربية, cũng đánh vần Teiba hoặc Tayibeh al-Gharbiyeh) là một thị trấn ở miền trung Syria, một phần hành chính của Tỉnh Homs, phía tây bắc của Homs. Các địa phương lân cận bao gồm al-Shinyah về phía tây nam, al-Qabu ở phía nam, Sharqliyya về phía đông nam, Taldou về phía đông, Kafr Laha và Nói Dahab về hướng đông bắc, Qarmas và Aqrab ở phía bắc, Qasraya về phía tây bắc và Khunayzir để phía tây. Theo Cục Thống kê Trung ương (CBS), al-Taybah al-Gharbiyah có dân số 4.086 trong cuộc điều tra dân số năm 2004. Cư dân của nó ngày nay chủ yếu là người Hồi giáo Sunni.
Năm 1829, trong thời Ottoman cai trị, làng gồm 33 feddan và trả 3.190 qirsh trong thu thuế hàng năm. Năm 1838, cư dân của al-Taybah al-Gharbiyah đã được báo cáo là Alawites bởi học giả người Anh Eli Smith.